# Boyd Webb
Boyd Webb (* 3. Juli 1947 in Christchurch) ist ein neuseeländischer Fotograf und Filmregisseur.

## Leben und Werk
Webb wurde 1947 in Neuseeland geboren und besuchte von 1968 bis 1971 die Ilam School of Art in seiner Heimatstadt Christchurch. Von 1972 bis 1975 studierte er am Royal College of Art in London, wo er sich niederließ.
Ursprünglich als Bildhauer ausgebildet, wandte sich Webb aber der Fotografie zu. Anlass für den Umstieg auf die Fotokunst war der durch die hinzukommenden Skulpturen bedingte Platzmangel. Er entschloss sich zur Demontage seiner Werke, nicht ohne sie vorher fotografisch zu dokumentieren. Aus der Notlösung wurde 1975 Methode: Webb begann Szenarien aufzubauen, die er mit einer großformatigen Plattenkamera abfotografierte und das Ergebnis – ebenfalls großformatig – als Unikat aufzog. Auf diese Weise konnte er seine skurrilen und surrealen Ideen intensiver ausdrücken. Für den Aufbau seiner Kulissen benutzt er verfremdete Materialien, denen man ihren ursprünglichen Verwendungszweck zwar nicht ansieht, aber dem Betrachter trotzdem merkwürdig vorkommen, und schafft somit irritierende und verblüffende künstliche Umgebungen, in denen sich bisweilen auch Menschen aufhalten, in jedem Fall aber absurde Situationen abspielen. Webbs Intention ist es, den verwunderten und verunsicherten Betrachter zum Nachdenken zu bewegen. Bekannte Werke von ihm sind Holothurians (1974), Mrs Barnes (1976), Rudiments (1987), Zygote (1993) und Vestige (1995). 2003 drehte er den Film Horse and Dog.

## Ausstellungen (Auswahl)

### Einzelausstellungen
- 1978: Whitechapel Art Gallery, London
- 1980: Haus Lange, Krefeld
- 1983: Centre Georges Pompidou, Paris
- 1990: Hirshhorn Museum and Sculpture Garden, Washington, D.C.

### Gruppenausstellungen
- 1979: Europa 79 – Kunst der 80er Jahre, Schwabstraße 2/Kunstausstellungen Gutenbergstraße 62A e.V., Stuttgart
- 1982: Badischer Kunstverein, Karlsruhe
- 1982: Westfälischer Kunstverein, Münster
- 1982: Van Abbemuseum, Eindhoven
- 1982: documenta 7, Kassel
- 1986: Biennale Venedig, Venedig
- 1986: Prospect 86, Schirn Kunsthalle Frankfurt, Frankfurt am Main
- 1987: Kestnergesellschaft, Hannover
- 1995: Biennale of Sydney, Sydney

## Auszeichnungen
- 1988: Turner Prize (Nominierung)